# Йохан Кеплер
Вижте пояснителната страница за други личности с името Йохан Кеплер.
Йохан Кеплер (на немски: Johannes Kepler) е германски математик, астроном и астролог. Той е ключова фигура в научната революция с изведените от него закони за движението на планетите, изложени в книгите „Нова астрономия“ („Astronomia nova“), „Световна хармония“ („Harmonices mundi“) и „Съкратено изложение на астрономията на Коперник“ („Epitome astronomiae Copernicanae“). Научните му трудове стават основа на теорията на Исак Нютон за всемирното привличане.
В своята кариера Кеплер е учител по математика в Грац, където сътрудничи на Ханс Улрих фон Егенберг, след това е асистент на астронома Тихо Брахе и накрая става придворен математик на император Рудолф II и наследниците му Матиас и Фердинанд II. Освен това преподава математика в университета в Линц и е съветник на военачалника Албрехт фон Валенщайн. Има значителен принос в оптиката, където създава подобрен вариант на рефракторния телескоп.
Кеплер живее във време, в което още няма ясна граница между астрономия и астрология, но са отчетливо разграничени астрономията като клон на математиката, и физиката като дял на натурфилософията. В книгите си Кеплер използва и богословски аргументи — израз на вярата, че Бог е създал света по план, който може да бъде разкрит от човешкия разум. Кеплер описва новата астрономия като „небесна физика“, като допълнение към към трудовете на Аристотел „Метафизика“ и „За небето“. Кеплер първи разглежда астрономията като част от една универсална математическа физика.

## Биография

### Произход и години на учение
Йохан Кеплер е роден на 27 декември 1571 г., деня на свети Йоан Богослов, в свободния имперски град Вайл дер Щат, днес в германската провинция Баден-Вюртемберг. Дядо му Зебалд Кеплер е бил кмет на града, но по време на раждането на Йохан общественото положение на семейството е западнало. Бащата Хайнрих Кеплер се прехранва като наемен войник и изоставя семейството си, когато Йохан е петгодишен. Предполага се, че умира в Нидерландия по време на Осемдесетгодишната война. Майката Катарина Гулденман е дъщеря на ханджия. Тя е лечителка и билкарка и по-късно е съдена като вещица. Роден преждевременно, Йохан е слабо и болнаво дете, но впечатлява посетителите на хана на дядо си със забележителните си математически способности.
Още в детска възраст Йохан Кеплер проявява интерес към астрономията, която по-късно играе централна роля в живота му. Когато е на шест години, той наблюдава Голямата комета от 1577 г., като специално е заведен от майка си на високо място, за да я гледа. Деветгодишен, той става свидетел на друго астрономическо явление — лунното затъмнение през 1580 г., за което пише, че Луната „изглеждала доста червена“. Прекарано заболяване от едра шарка го оставя с влошено зрение и осакатени ръце, което през целия му живот е пречка за извършване на астрономически наблюдения.
През 1589 г., след като преминава през начално училище, латинско училище, начална и висша семинария в държавната протестантска образователна система на Вюртемберг, Йохан Кеплер постъпва в Тюбингенския университет като студент по теология. В университета той става известен като отличен математик и умел астролог, изготвяйки хороскопи за своите състуденти. Под ръководството на професора по математика Михаел Местлин той се запознава както с астрономическата система на Клавдий Птолемей, така и с тази на Николай Коперник. Станал привърженик на Коперник, той защитава в студентски диспути хелиоцентризма от теоретична и богословска гледна точка, като твърди, че Слънцето е основният източник на движеща сила във Вселената. Въпреки желанието си да стане свещеник, в края на обучението си Кеплер получава препоръки да бъде назначен за учител по математика и астрономия в протестантското училище в Грац и през април 1594 г. приема назначението.

### В Грац и пристигане в Прага

#### „Тайната на космографията“
Първият значим астрономически труд на Йохан Кеплер е „Тайната на космографията“ („Mysterium cosmographicum“, 1596), първата публикувана защита на системата на Коперник. Той твърди, че на 19 юли 1595 г., докато преподава в Грац за периодичното съединение на Сатурн и Юпитер в зодиака, получил прозрение — осъзнал, че правилните многоъгълници имат вписана и описана окръжност с определено съотношение на радиусите, което, според него, може да е геометричната основа на Вселената. След като не успява да открие уникално разположение на многоъгълниците, което да съответства на известните астрономически наблюдения (дори с добавяне в системата на допълнителни планети), Кеплер започва да експериментира с правилните многостени. Открива, че за всяко от петте Платонови тела могат да се дефинират вписана и описана сфера, след което сферите се влагат една в друга, образувайки шест пласта, съответстващи на шестте известни по това време планети – Меркурий, Венера, Земя, Марс, Юпитер и Сатурн. Подреждайки телата по определен начин (октаедър, икосаедър, додекаедър, тетраедър, куб), Кеплер установява, че радиусите на сферите могат да се изберат така, че да съответстват на относителните размери на орбитите на планетите. Този модел е очевидна математическа спекулация: няма физична основа и не може да обясни наличието на други, по-късно открити планети.
Кеплер извежда формула, свързваща размера на орбитата на всяка от планетите с дължината на нейния орбитален период – от вътрешните към външните планети коефициентът на нарастване на орбиталния период е удвоената разлика в радиуса на орбитите. По-късно обаче самият той отхвърля тази формула, тъй като тя се оказва неточна.
Както отбелязва в самото заглавие на книгата, Кеплер смята, че е разкрил геометричния план на Бог за Вселената. До голяма степен ентусиазмът му към Коперниковата система произтича от богословските му убеждения за връзката между материя и дух – за Кеплер Вселена е образ на Бога: Слънцето съответства на Отца, звездната сфера – на Сина, а междинното пространство – на Светия Дух. Първоначалният ръкопис на „Тайната на космографията“ съдържа обширна глава, примиряваща хелиоцентризма с откъси от Библията, които, изглежда, поддържат геоцентризма.
С подкрепата на своя учител Михаел Местлин, Кеплер получава разрешение от ръководството на Тюбингенския университет да публикува ръкописа, като премахва коментарите на Библията и добавя опростено, по-разбираемо описание на системата на Коперник и на новите си идеи. „Тайната на космографията“ е издадена в края на 1596 г., като Кеплер получава своите копия и започва да ги изпраща на известни астрономи и потенциални спонсори в началото на 1597 г. Книгата, макар и не масово четена, утвърждава репутацията му като компетентен астроном. Прочувствените посвещения на влиятелни меценати и на хора с влияние върху положението му в Грац изиграват важна роля за по-нататъшната му кариера.
Макар някои подробности да се променят с по-късните му изследвания, Кеплер никога не се отказва от многостенно-сферичната космология на „Тайната на космографията“. Следващите му основни астрономически трудове в известен смисъл са само нейно доразвиване, насочено към по-точно измерване чрез изчисления на ексцентритетите на планетните орбити. През 1621 г. Кеплер публикува разширено второ издание на „Тайната на космографията“, описвайки подробно в бележки под линия поправките и подобренията, до които е достигнал 25 години след първото публикуване.
„Тайната на космографията“ може да се разглежда като важна първа стъпка в модернизирането на теорията, предложена от Коперник. Коперник, макар да приема хелиоцентризма, се опитва да го обоснове с похвати от теорията на Птолемей, като епициклите, и продължава да използва за отправна точка центъра на земната орбита, а не центъра на Слънцето. В „Тайната на космографията“ Кеплер скъсва окончателно с теорията на Птолемей, поради което тази книга се оценява днес като „първа стъпка в прочистването на Коперниковата система от остатъците на Птолемеевата теория“.

#### Други изследвания в Грац
В края на 1595 г. Кеплер се запознава с Барбара Мюлер, 23-годишна вдовица с малка дъщеря. Кепллер предлага брак на Барбара Мюлер. Тя е наследница на имотите на двамата си покойни съпрузи и дъщеря на заможен мелничар, който се противопоставя на брака: макар че Кеплер е наследил от дядо си благородническа титла, той е относително беден. Бракът е сключен едва след публикуването на „Тайната на космографията“ и със съдействието на видни протестанти. Двамата се женят на 27 април 1597 г. Първите им две деца умират рано, а след това се раждат дъщеря им Сузана (р. 1602 г.) и двама синове — Фридрих (р. 1604) и Лудвиг (р. 1607).
След публикуването на „Тайната на космографията“ и с подкрепата на училищните инспектори в Грац, Йохан Кеплер предприема амбициозна програма за разширяване и задълбочаване на своя труд. Той планира четири допълнителни книги – една за неподвижните обекти във Вселената (Слънцето и неподвижните звезди), една за планетите и техните движения, една за физичната природа на планетите и образуването на географските обекти (съсредоточена най-вече върху Земята) и една за въздействието на небесните тела върху Земята (включваща атмосферна оптика, метеорология и астрология).
Йохан Кеплер се допитва до множество астрономи, на които изпраща копия от „Тайната на космографията“. Сред тях е Николаус Раймерс, придворен математик на император Рудолф II и яростен съперник на Тихо Брахе. Раймерс не му отговаря пряко, публикува ласкателното писмо на Кеплер, за да демонстрира своето преимущество пред Брахе и неговата гео-хелиоцентрична система. Тихо Брахе започва кореспонденция с Кеплер, подлагайки на критика неговата система, включително използването на неточни числени данни, взети от Коперник. В писмата помежду си двамата обсъждат широк кръг астрономически проблеми, като лунните явления и богословското тълкуване на Коперниковата система. Лишен от значително по-точните данни от обсерваторията на Тихо Брахе, Кеплер трудно успява да отговори на много от забележките.
По това време Йохан Кеплер насочва вниманието си към „хармонията“ — нумерологичните връзки между музиката, математиката и физически свят и техните астрологични следствия. Приемайки, че Земята притежава душа (свойство, което по-късно ще използва за обяснение на това, как Слънцето предизвиква движението на планетите), Кеплер създава спекулативна система, свързваща астрологичните аспекти и астрономическите разстояния с метеорологичното време и други земни явления.
Към 1599 г. обаче Кеплер отново започва да усеща, че работата му е ограничена от неточността на наличните данни. По същото време засилващите се религиозни напрежения поставят под заплаха работата му в Грац. През декември същата година Тихо Брахе му изпраща покана да го посети в Прага. На 1 януари 1600 г., преди да е получил поканата, Кеплер заминава, надявайки се, че с покровителството на Тихо Брахе ще разреши както философските, така и финансовите си проблеми.

#### Тихо Брахе и император Рудолф II
На 4 февруари 1600 г. Кеплер се среща с Тихо Брахе и неговите асистенти Франс Тенгнагел и Христен Сьоренсен Лонгомонтан в Бенатки над Изероу край Прага, където се строи новата обсерватория на Брахе. През следващите два месеца Кеплер остава там като гост, разучавайки някои от наблюденията на Брахе над Марс. Брахе обикновено пази строго данните си, но е впечатлен от теоретичните идеи на Кеплер и скоро му предоставя по-голям достъп до тях. Кеплер възнамерява да изпробва своята теория от „Тайната на космографията“, като използва данните за Марс, но по негова преценка тази задача би му отнела около две години, а не получава разрешение да препише данните за собствени нужди. Със съдействието на Ян Йесениус той се опитва да договори с Тихо Брахе формално назначение на работа, но не постига успех и след разгорещен спор Кеплер заминава за Прага на 6 април. Не след дълго двамата се сдобряват, в крайна сметка се договарят за заплата и жилище и през юни Кеплер се връща в Грац, за да прибере семейството си.
След пристигането си в Грац, Кеплер установява, че политически и религиозни трудности няма да му позволят да се върне веднага при Тихо Брахе. С надеждата да продължи астрономическите си изследвания Кеплер се опитва да търси назначение като математик при австрийския ерцхерцог Фердинанд II. С тази цел той пише съчинение, посветено на ерцхерцога, в което излага теория за движението на Луната. Теорията се основава на понятието за физична сила, а съчинението носи заглавие „В Земята има сила, която движи Луната“ („In Terra inest virtus, quae Lunam ciet“). Макар да не му донася желаното назначение, съчинението описва нов метод за измерване на лунните затъмнения, който Кеплер прилага на 10 юли в Грац. Тези наблюдения стават основа на изследванията на Кеплер по оптика, които той по-късно събира в книгата „Оптически дял на астрономията“ („Astronomiae Pars Optica“).
На 2 август 1600 г., след като отказва да приеме католицизма, Кеплер със семейството си е прогонен от Грац и няколко месеца по-късно пристига в Прага. През по-голямата част от 1601 година той е издържан от Тихо Брахе, който му възлага да анализира наблюдения на планетите и да напише трактат срещу вече починалия му съперник Николаус Раймерс. През септември Брахе му намира място като сътрудник в новия си проект, който предлага на император Рудолф II — Рудолфовите таблици, които трябва да заменят дотогавашните астрономически таблици на Еразъм Райнхолд. Два дни след неочакваната смърт на Тихо Брахе на 24 октомври 1601 г., Кеплер е назначен за негов наследник като придворен математик със задачата да довърши неговата работа. Следващите 11 години като придворен математик ще бъдат най-продуктивните в живота на Кеплер. След смъртта на Тихо Брахе, Кеплер получава и архива с неговите наблюдения, което му дава възможност да ги използва в своите изследвания.

### Императорски математик

#### „Оптически дял на астрономията“
Основно задължение на Кеплер като придворен математик е да дава астрологични съвети на императора. Макар че гледа скептично на опитите на астролозите да предвиждат точно бъдещето или да предусещат конкретни събития, той съставя добре приети подробни хороскопи за свои приятели, роднини и клиенти още от времето си като студент в Тюбинген. В допълнение към хороскопите за съюзници и чужди владетели императорът се допитва до Кеплер и по време на политически кризи. Рудолф се интересува активно от дейността на своите придворни учени, сред които и мнозина алхимици, и е наясно с работата на Кеплер в областта на астрономията.
Официално единствените приемливи религиозни доктрини в Прага са католицизмът и утраквизмът, но положението на Кеплер в императорския двор му дава възможност да практикува своята лутеранска вяра. Номинално императорът предоставя на семейството му изобилен доход, но заради постоянните затруднения на хазната Кеплер трябва да полага постоянни усилия, за да получи достатъчно пари, с които да покрива разходите си. Донякъде заради тези финансови трудности семейният му живот с Барбара е напрегнат — изпълнен с кавги. От друга страна, дворцовият живот му дава достъп до известни учени, като Вакер фон Вакенфелс, Йост Бюрги и Давид Фабрициус, а астрономическата му дейност напредва бързо.
Продължавайки постепенно да анализира наблюденията на Марс, извършени от Тихо Брахе – вече достъпни за него в пълен обем, Кеплер започва да съставя т.нар. Рудолфови таблици. Заема се също с изучаване на законите на оптиката, споменати в неговото съчинение за движението на Луната. При лунните и слънчевите затъмнения по това време се наблюдават необясними явления като неочакваните размери на сенките, червения цвят на пълното лунно затъмнение и необичайната светлина, окръжаваща пълното слънчево затъмнение. Свързаните въпроси за атмосферната рефракция засягат всички астрономически наблюдения.
През по-голямата част от 1603 година Кеплер спира останалата си работа, за да се концентрира върху оптическата теория. В резултат на това на 1 януари 1604 г. представя пред императора ръкописа, публикуван като „Оптически дял на астрономията“ („Astronomiae Pars Optica“). В книгата Кеплер описва закона за обратните квадрати, описващ интензивността на светлината, отражението от плоски и криви огледала и принципите на стенопеичния фотоапарат, както и астрономичните следствия на оптични явления, като паралакса и видимите размери на небесните тела. Той разширява изследванията на оптиката към човешкото око, като в невронауката се смята за първия учен, осъзнал, че образите се проектират върху ретината обърнати. Разрешаването на този проблем не е от особено значение за Кеплер, който не го разглежда като свързан с оптиката, но все пак той предполага, че впоследствие образът се коригира „в дълбините на мозъка“ вследствие на „дейността на душата“. Днес „Оптически дял на астрономията“ се смята за основа на съвременната оптика (макар че законът за отражението не е включен в книгата).
По отношение на появата на проективната геометрия Кеплер въвежда идеята за постоянното изменение на математическите обекти. Според него ако фокусът на конично сечение се движи по права, свързваща фокусите, геометричните фигури ще се изменят и дегенерират една в друга. По този начин елипсата става парабола, когато фокусът ѝ се придвижи в безкрайността, а когато двата фокуса на елипса се слеят един с друг се образува окръжност. Когато фокусите на хипербола се слеят, тя се превръща в двойка прави. Също така той смята, че ако права линия се удължи до безкрайност, тя би срещнала себе си в безкрайна точка, получавайки по този начин свойствата на голяма окръжност. Тази идея е използвана по-късно от учени като Блез Паскал, Готфрид Лайбниц, Гаспар Монж и Жан-Виктор Понселе и става известна като закон за непрекъснатостта.

### Последни години
През 1612 г. се премества в Линц, където преподава математика в Linzer Landhaus, предшественика на Линцския университет. През 1626 г. се мести в Улм.
През 1628 г. след военните успехи на армията на Фердинанд под командването на генерал Валенщайн Кеплер става официален съветник на Валенщайн. На тази длъжност се занимава главно с астрология и хороскопи. Последната си година прекарва в пътувания от Прага до Линц и от Улм до Регенсбург. Умира на 15 ноември 1630 г. в Регенсбург и е погребан в тамошната църква. Гробът му не е запазен.
Целият живот на Кеплер е труден – крехко здраве, семейни несполуки, тежко материално положение, религиозни преследвания. Всичко това пречи на научната му работа, но въпреки това той твори с размах.

## Научни приноси
Няколко години Кеплер изучава многобройните данни от астрономичните наблюдения на Тихо Брахе и доказва, че действителното преместване на планетите около Слънцето става не по окръжности, а по елипси (в единия от фокусите на които се намира Слънцето), и формулира точните закони на тези премествания. Първите си два закона за движението на планетите публикува в трактата „Нова астрономия“ (1609), а третият – в трактата „Хармонията на света“ (1619). Кеплер е горещ привърженик на Коперниковото учение и със своите работи спомага за неговото утвърждаване и развитие.
В трактата си „Съкращение на Коперниковата астрономия“ той показва, че първите два негови закона, открити за Марс, са валидни за всички планети и за Луната, а третият – за известните тогава четири спътници на Юпитер. Ватиканът включва това произведение в списъка на забранените книги. Кеплер счита също така, че Слънцето е една от многобройните звезди и че другите звезди, пръснати в пространството, са обкръжени от планети. По неговите „Рудолфови таблици“ (1627) доста точно могат да се пресмятат положенията на планетите във всеки момент от времето.
Кеплер има голям принос и в оптиката. През 1611 г. публикува книгата „Диоптрика“, която е първото научно изложение на оптиката. Тук той описва пречупването на светлината и обяснява получаването на образите с помощта на геометрично построение. През 1604 г. формулира закона за обратно пропорционалната зависимост на осветеността от квадрата на разстоянието до светлинния източник.
Кеплер е известен и като конструктор на телескоп – т. нар. „далекогледна тръба на Кеплер“, която се състои от две двойноизпъкнали лещи. У него намираме и идеята за гравитацията. Нютоновата теория за гравитацията се основава на Кеплеровите закони за движението на планетите.
Наред с трудовете си по астрономия Кеплер публикува и редица други интересни работи. По-специално той описва метод за определяне обемите на телата, който съдържа първите елементи на интегралното смятане. Освен това много подробно изследва симетрията на снежинките. Пионерските му работи в областта на симетрията по-късно намират приложение в кристалографията и теорията на кодирането.

### Научни съчинения на Кеплер
- Mysterium cosmographicum (Тайната на космографията), 1596.
- Astronomiae Pars Optica (Оптически дял на астрономията), 1604.
- De Stella nova in pede Serpentarii (Относно новата звезда до крака на Змиеносеца), 1604.
- Astronomia nova (Новата астрономия), 1609.
- Tertius Interveniens, 1610.
- Dissertatio cum Nuncio Sidereo (Разговори с пратеника на звездите), 1610.
- Dioptrice (Диоптрика), 1611.
- De nive sexangula (За шестоъгълната снежинка), 1611.
- De vero Anno, quo aeternus Dei Filius humanam naturam in Utero benedictae Virginis Mariae assumpsit, 1613.
- Eclogae Chronicae (1615, към Dissertatio cum Nuncio Sidereo).
- Nova stereometria doliorum vinariorum (Нова стереометрия на винените бъчви), 1615.
- Epitome astronomiae Copernicanae (Съкращение на Коперниковата астрономия) (публикувана на три части в периода 1618 – 1621).
- Harmonices Mundi (Хармонията на световете), 1619.
- Mysterium cosmographicum (Свещената загадка на Космоса), 2-ро изд., 1621.
- Tabulae Rudolphinae (Рудолфови таблици), 1627.
- Somnium (Сънищата), 1634.

## Любопитно
- Вторият космически кораб от серията АТК на Европейската космическа агенция е наречен на негово име.